# Big Science (album)
Pour l’article homonyme, voir Big Science.
Albums de Laurie Anderson
Mister Heartbreak
(1984)
Big Science est le premier album de l'artiste d'avant-garde Laurie Anderson en 1982 et le premier d'un contrat pour sept albums qu'elle a signé avec Warner Bros. Records. Il est surtout connu pour le single O Superman, qui a atteint inopinément la deuxième place au Royaume-Uni. Il s’agit d’une sélection des temps forts de sa production de huit heures, United States Live, sortie en 1984 sous forme de coffret de cinq disques ainsi que d'un livre. United States Live était à l’origine une pièce de performance dans laquelle la musique n’était qu’un élément. Après son album Big Science, la musique joua un rôle plus important dans le travail de l'artiste.
Bien que considéré par elle-même comme son premier album, Laurie avait déjà enregistré un ensemble de deux disques intitulé You're the Guy I Want to Share My Money With, une collaboration réalisée sur Giorno Poetry Systems avec William S. Burroughs et John Giorno, sur lequel elle a contribué à six chansons. Elle avait également contribué sur deux pièces pour une compilation de musique électronique en 1977.

## Contexte
La pièce Let X=X/It Tango, sans le tango ni les cors, est sortie en tant que disque flexi dans le numéro de février d’Artforum, publié au début de 1982. Une pochette pour le disque pouvait être découpée dans le magazine et assemblée.
Une version remasterisée de l’album a été publiée le 18 juin 2007 par Nonesuch / Elektra Records avec de nouvelles notes de doublure et, sur la version CD-ROM, l chanson bonus Walk the Dog (à l'origine disponible sur la face B du single original O Superman ) et la vidéo pour O Superman.
Slant Magazine a classé l'album au numéro 44 sur sa liste des « Meilleurs albums des années 1980 ». 
Laurie Anderson a connu un succès populaire surprise au Royaume-Uni avec O Superman en 1981. Ses albums suivants, Big Science et Mister Heartbreak, se sont vendus chacun entre 100 000 et 125 000 exemplaires aux États-Unis, ainsi que le coffret de cinq vinyles United States - Live qui a vendu 40 000 exemplaires, selon Elliot Abbott, l’agent de Laurie Anderson et producteur exécutif de Home of the Brave. À partir de 1983, l’album s’est vendu à 150 000 exemplaires dans le monde.

## Titres

### Face 1
1. From the Air – 4:29
2. Big Science – 6:14
3. Sweaters – 2:18
4. Walking & Falling – 2:10
5. Born, Never Asked – 4:56

### Face 2
1. O Superman (For Massenet) – 8:21
2. Example #22 – 2:59
3. Let X=X / It Tango – 6:51

## Personnel
- Laurie Anderson : chant, vocoder, orgue Farfisa, Oberheim OB-Xa, claviers, électronique, violon, marimba
- Roma Baran : Farfisa basse, harmonica de verre, clavier Casiotone, accordéon, sifflements
- Perry Hoberman : bouteilles, flûtes, piccolo, saxophone, chœurs
- Bill Obrecht : saxophone alto
- Peter Gordon : saxophone ténor, clarinette
- David Van Tieghem : batterie, rototoms, timpani, marimba, percussions

## Personnel additionnel
- Rufus Harley : cornemuse sur (3)
- Chuck Fisher : saxophone alto et ténor sur (7)
- Richard Cohen : clarinette et clarinette basse, basson et saxophone baryton sur (7)
- Leanne Ungar : chœurs sur (7)
- George Lewis : trombone